# Prosoplus pauxillus
Prosoplus pauxillus är en skalbaggsart som först beskrevs av Blackburn 1901.  Prosoplus pauxillus ingår i släktet Prosoplus och familjen långhorningar. Inga underarter finns listade i Catalogue of Life.